# Grodzisko (Biała Piska)
Grodzisko [ɡrɔˈd͡ʑiskɔ] (deutsch Grodzisko, 1932 bis 1945 Burgdorf) ist ein kleiner Ort in der polnischen Woiwodschaft Ermland-Masuren und gehört zur Gmina Biała Piska (Stadt und Landgemeinde Bialla, 1938 bis 1945 Gehlenburg) im Powiat Piski (Kreis Johannisburg).

## Geographische Lage
Grodzisko liegt im Südosten der Woiwodschaft Ermland-Masuren, unmittelbar an der Grenze zur Woiwodschaft Podlachien – einst die Staatsgrenze zwischen dem Deutschen Reich und Polen. Bis zur Kreisstadt Pisz (deutsch Johannisburg) sind es 16 Kilometer in nordwestlicher Richtung.

## Geschichte

### Ortsname
Für den kleinen Ort sind in seiner mehr als 500-jährigen Geschichte zahlreiche Namensformen überliefert: Grodihsky (nach 1483), Okurowen (um 1492), Okurowsken (nach 1492), Grodischken (um 1540), Grudischke (nach 1540), Grozitzen (um 1579), Grozisko (nach 1871), Grodzisko (bis 1932), Burgdorf (1932 bis 1945) und wieder Grodzisko (nach 1945).

### Ortsgeschichte
Grodzisko wurde 1476 durch den Deutschen Ritterorden als Freigut mit 21 Hufen gegründet. Zwischen 1874 und 1945 war es in den Amtsbezirk Symken (polnisch Szymki) eingegliedert, der – 1938 in „Amtsbezirk Simken“ umbenannt – zum Kreis Johannisburg im Regierungsbezirk Gumbinnen (ab 1905: Regierungsbezirk Allenstein) der preußischen Provinz Ostpreußen gehörte. Am 1. Dezember 1910 zählte Grodzisko 158 Einwohner.
Am 8. Oktober 1932 wurde Grodzisko in „Burgdorf“ umbenannt. Die Einwohnerzahl belief sich 1933 auf 146 und 1939 auf 137.
Von der Überstellung des gesamten südlichen Ostpreußen an Polen im Jahre 1945 in Kriegsfolge war dann auch Burgdorf betroffen. Es erhielt die polnische Namensform „Grodzisko“, gleichlautend mit der Ortsbezeichnung vor 1932. Der kleine Ort ist heute eine Ortschaft im Verbund der Stadt- und Landgemeinde Biała Piska (Bialla, 1938 bis 1945 Gehlenburg) im Powiat Piski (Kreis Johannisburg), bis 1998 der Woiwodschaft Suwałki, seither der Woiwodschaft Ermland-Masuren zugehörig. Im Jahre 2011 belief sich die Einwohnerzahl auf 22.

## Religionen
Grodzisko war vor 1945 in die evangelische Kirche Kumilsko (1938 bis 1945 Morgen, polnisch Kumielsk) in der Kirchenprovinz Ostpreußen der Kirche der Altpreußischen Union sowie in die römisch-katholische Kirche Johannisburg im Bistum Ermland eingepfarrt.
Heute gehört Grodzisko katholischerseits zur Pfarrei Kumielsk im Bistum Ełk der Römisch-katholischen Kirche in Polen. Die evangelischen Einwohner halten sich zur Kirchengemeinde in Biała Piska, einer Filialgemeinde der Pfarrei Pisz in der Diözese Masuren der Evangelisch-Augsburgischen Kirche in Polen.

## Schule
Grodzisko ist seit 1856 ein Schulort.

## Verkehr
Grodzisko liegt an einer Nebenstraße, die von Biała Piska (Bialla, 1938 bis 1945 Gehlenburg) nach Gruzy (Gruhsen) und weiter als Kreisstraße (polnisch Droga powiatowa) 1882B in die Woiwodschaft Podlachien bis nach Żebry führt. Eine Bahnanbindung besteht nicht.